# Joseph Seligman

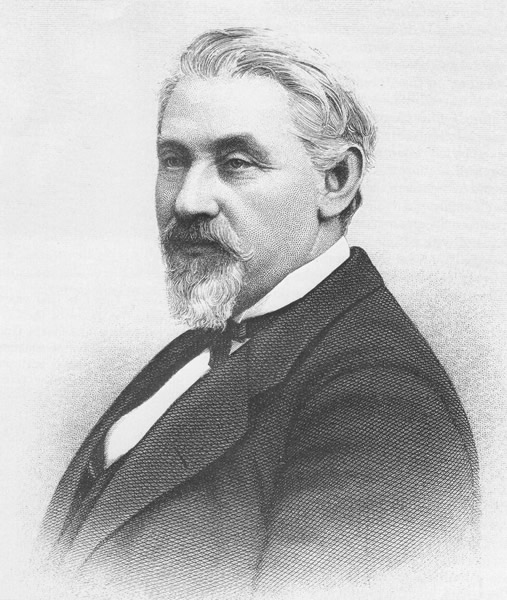
Joseph Seligman

Joseph Seligman (* 22. November 1819 in Baiersdorf (Bayern); † 25. April 1880 in New Orleans, Louisiana) war ein bekannter US-amerikanischer Bankier und Geschäftsmann deutscher Herkunft. Nach seiner Auswanderung in die USA im Alter von 18 Jahren gründete er die Bank J. & W. Seligman & Co. mit Niederlassungen in New York, San Francisco, New Orleans, London, Paris und Frankfurt am Main.
Während des Wirtschaftsbooms nach dem Amerikanischen Bürgerkrieg engagierte sich J. & W. Seligman & Co. stark in Eisenbahn-Finanzierungen, speziell als Makler von Transaktionen, die von Jay Gould betrieben wurden. Seligman gab für eine Reihe von Unternehmen Wertpapiere aus und nahm an der Aktien- und Anleihenausgabe von Eisenbahn-, Stahl- und Kabelunternehmen teil. Die Investitionen reichten bis Russland und Peru, daneben war Seligman an der Gründung der Standard Oil Company beteiligt sowie an Werften, Brücken, Fahrradherstellern, Bergbaubetrieben und einer Vielzahl anderer.
1877 wurde Seligman Gegenstand des bis dahin meistbeachteten antisemitischen Vorfalls der US-Geschichte, als ihm der Zugang zum Grand Union Hotel in Saratoga Springs, New York verwehrt wurde. Der Fall erregte nationales Interesse.

## Kindheit
Als Kind arbeitete Seligman im Kurzwarengeschäft seiner Mutter. Deutschland bestand damals aus einer Vielzahl unabhängiger Staaten mit eigener Währung und Joseph verdiente sein erstes Geld, indem er im Laden seiner Mutter gegen eine geringe Gebühr für Reisende eine Art Wechselstube betrieb.
Josephs Vater wollte, dass er im Wollgeschäft der Familie anfing, aber die fortschreitende Wanderung der Landbevölkerung in die Städte ließ den Kundenkreis der Seligmans schrumpfen und verschlechterte die Wirtschaftslage in Baiersdorf generell. Mit vierzehn besuchte Seligman die Universität Erlangen. Mit siebzehn wanderte er an Bord eines Dampfschiffs von Bremen aus in die Vereinigten Staaten aus.

## Ankunft in Amerika
Seligman ließ sich zunächst in Mauch Chunk, Pennsylvania nieder, wo er als Kassierer für Asa Packer arbeitete, der später Kongressabgeordneter werden sollte. Sein Jahresverdienst betrug 400 Dollar.
Mit erspartem Lohn begann Seligman im ländlichen Pennsylvania Geschäfte als Hausierer von Schmuck, Messern und anderen Kleinwaren. Er ermöglichte so den Farmern den Einkauf ohne den mühevollen Weg in die Stadt. Nachdem er 500 Dollar beisammenhatte, konnte er seine Brüder William und James nachholen, die wie er als Hausierer arbeiteten.
Die Seligmans erfuhren einige antisemitische Beschimpfungen, ließen sich davon aber nicht in ihren Geschäften einschränken.

## J. & W. Seligman & Co. und die Eisenbahn
1846 gründeten die Brüder Seligman in New York eine Importfirma, die bald zu einer der führenden Investment-Banken des Landes wurde. Seligmans Firma investierte in einige Eisenbahnen, darunter die Missouri Pacific, die Atlantic and Pacific Railroad, die South Pacific Coast Railroad und die Missouri-Kansas-Texas Railroad. Seligman war auch unter den Financiers der New Yorker Hochbahn.
Die Seligmans verloren auch Geld mit ihren Eisenbahngeschäften. Beispielsweise kauften sie Land in Arizona, um es als Rinderweide zu nutzen; die Tiere sollten dann mit der Atlantic and Pacific Railroad zu den Verbrauchern transportiert werden. Die Trockenheit Arizonas vereitelte allerdings das Geschäftsvorhaben.

## Amerikanischer Bürgerkrieg
Während des Amerikanischen Bürgerkriegs (1861–1865) unterstützte Seligman die Nordstaaten durch die Ausgabe von Kriegsanleihen im Werte von 200 Mio. US-Dollar. Diese Tat wurde vom Botschafter William Dodd als „kaum weniger wichtig als die Schlacht von Gettysburg“ angesehen.
Historiker haben später Seligmans Rolle als Kriegsfinanzierer durch Anleihen relativiert. Stephen Birmingham meinte, Seligman habe Kriegsanleihen der Unions-Regierung als Bezahlung für seine Uniformlieferungen akzeptieren müssen. Niederlagen der Nordstaaten und die verdächtig hohe Verzinsung minderten das Vertrauen in die Anleihen und erschwerten deren Weiterverkauf.

## Wirtschaftslage in den Vereinigten Staaten
US-Präsident Ulysses S. Grant, der sich mit Josephs Bruder Jesse Seligman zu dessen Zeit als First Lieutenant bei Watertown, New York angefreundet hatte, bot Joseph Seligman den Posten des US-Finanzministers an, was er – wohl wegen seiner Schüchternheit – ablehnte. George S. Boutwell wurde stattdessen benannt und geriet prompt in Konflikt mit den Seligmans.
Im Jahre 1877, bat US-Präsident Rutherford B. Hayes Seligman, August Belmont und einige andere New Yorker Bankiers um einen Plan zur Refinanzierung der Staatsschulden aus dem Bürgerkrieg. Jeder Bankier lieferte einen Vorschlag, Finanzminister John Sherman entschied sich für den von Seligman als praktikabelste Lösung. Er umfasste die Ausgabe von Anleihen, um die Goldreserven zu schonen.

## Seligman-Hilton-Affäre
1877 verwehrte der Richter Henry Hilton, zugleich Leiter des Grand Union Hotels in Saratoga, Seligman und seiner Familie den Zutritt, weil sie Juden waren. Dies löste eine landesweite Kontroverse aus. Es war der erste antisemitische Vorfall dieser Art in den Vereinigten Staaten und erlangte weitreichendes öffentliches Interesse.

### Hintergrund
Mehrere Vorfälle während der 1870er Jahre weckten feindschaftliche Gefühle bei Alexander Turney Stewart gegenüber Seligman, obwohl beide im Board der New York Railway Company saßen, deren Präsident Richter Henry Hilton war.
Der erste Vorfall betraf Seligmans Ablehnung, als ihm der Posten des Finanzministers angetragen worden war. Als nächster wurde Stewart, ein Freund von Präsident Grant, gefragt, doch der Senat lehnte seine Benennung ab, weil er mit Henry Hilton verbunden war, der mit zweifelhaften politischen Praktiken der Demokratischen Partei (die Gesellschaft von Tammany Hall kontrollierte über Stimmenkauf bei Einwanderern das politische Geschehen in New York nach Belieben) in Verbindung gebracht wurde.
Seligman wurde indes ins Komitee der 70 eingeladen, eine Gruppe von New Yorkern, die sich zusammentaten, um den mafiösen Strukturen der Demokraten rund um William Tweed (den sogenannten Tweed-Ring) entgegenzutreten. Stewarts Unternehmen brach aus Vergeltung alle Geschäftsverbindungen mit Seligman ab.
Stewart starb 1876 und hatte Hilton mit der Verwaltung seines Nachlasses, des bis dahin größten Vermögens in den Vereinigten Staaten, betraut. Zum Nachlass zählte ein 2-Millionen-Dollar-Anteil am Grand Union Hotel in Saratoga, aber auch Stewarts Kaufhaus am Astor Place. Auch Hilton war voreingenommen gegenüber Seligman, weil dieser ihn nicht zum Galadiner für Grant nach dessen Wahl zum US-Präsidenten eingeladen hatte.

### Der Vorfall
Nach der Refinanzierung der Kriegsschulden in Washington wollte Seligman mit seiner Familie wie schon zuvor im 834-Zimmer Grand Union Hotel in Saratoga Urlaub machen. Saratoga war zu dieser Zeit ein angesehener Erholungsort für die New Yorker Oberschicht, und das Grand Union Hotel war das erste Haus am Platze.
Allerdings hatte das Hotel 1877 einen Rückgang des Geschäfts erfahren. Stewart und nach seinem Tod sein Manager Hilton glaubten, dass dieser Rückgang mit der Anwesenheit von „Israeliten“ (sprich: Juden) im Hotel zusammenhinge; Christen, so ihre Theorie, wollten nicht in einem Hotel bleiben, das Juden zuließe. Seligman erhielt Bescheid, dass er nicht im Hotel übernachten könne.
Historiker streiten darüber, ob die Familie Seligman wirklich physisch aus dem Hotel entfernt wurde, ob ihnen gesagt wurde, dass sie nicht kommen dürften, oder ob ihnen mitgeteilt wurde, dass sie nur ein letztes Mal bleiben dürften. Es ist jedoch eindeutig, dass den Seligmans deutlich gemacht wurde, dass ihre Anwesenheit im Hotel unerwünscht war und nicht lange, wenn überhaupt, toleriert würde.

### Nachspiel
Der Vorfall erzeugte scharfe Kontroversen. Die New York Times setzte am 19. Juni 1877 eine Überschrift vollständig in Großbuchstaben:
A SENSATION AT SARATOGA.
_____
NEW RULES FOR THE GRAND UNION.
NO JEWS TO BE ADMITTED--MR. SELIGMAN,
THE BANKER, AND HIS FAMILY SENT AWAY--
HIS LETTER TO MR. HILTON--
GATHERING OF MR. SELIGMAN'S FRIENDS
AN INDIGNATION MEETING TO BE HELD.
(deutsch: „Eine Sensation in Saratoga: Neue Regeln für das Grand Union. Keine Juden zugelassen. Mr. Seligman, der Bankier, und seine Familie fortgeschickt. Sein Brief an Mr Hilton, Zusammenkunft von Mr Seligmans Freunden, ein Empörungstreffen angesetzt“)
Richter Hilton veröffentlichte einen Brief, der besagte: „Noch gestattet das Recht … , dass man sein Eigentum nach eigenem Gutdünken nutzt, und ich gedenke dieses gesegnete Privileg auszuüben, ungeachtet dessen, dass Moses und all seine Nachfahren widersprechen.“
Der Fall wurde zum nationalen Ereignis. Seligman und Hilton erhielten beide Todesdrohungen. Eine Gruppe von Seligmans Freunden rief zum Boykott gegen das Kaufhaus A. T. Stewart’s auf und trieben es so in den Ruin; ein Verkauf an John Wanamaker folgte. Dies veranlasste Hilton, jüdischen Wohlfahrtseinrichtungen tausend Dollar zu versprechen, eine Geste, die vom Satiremagazin Puck verspottet wurde.
Hilton wurde auch von Henry Ward Beecher  in einer Predigt unter dem Titel Nichtjude und Jude aufs Korn genommen. In der Folge wuchs der offene Antisemitismus in Amerika, andere Hoteliers folgten dem Beispiel Hiltons und schlossen Juden explizit aus, indem sie Tafeln anbrachten: „Hebrews need not apply“ (deutsch: „Anfragen von Hebräern zwecklos“) und „Hebrews will knock vainly for admission“ (deutsch: „Hebräer werden vergeblich um Einlass klopfen“).

## Familie
Joseph Seligmans Geschwister waren (nach Reihung der Geburt): William (geborener Wolf), James (geborener Jacob), Jesse (geborener Isaias), Henry (geborener Hermann), Leopold (geborener Lippmann), Abraham, Isaac, Babette, Rosalie und Sarah.
Er heiratete 1848 seine Cousine Babet Steinhardt in Baiersdorf. Sie hatten fünf Söhne zusammen: David, George Washington, Edwin Robert Anderson Seligman, Isaac Newton Seligman und Alfred Lincoln, sowie vier Töchter: Frances, Sophie und zwei weitere.